# Gilles Engeldinger
Gilles Engeldinger (ur. 4 maja 1984) – piłkarz luksemburski grający na pozycji obrońcy.

## Kariera klubowa
Engeldinger jest wychowankiem klubu FC 72 Erpeldange. Latem 2003 roku przeniósł się do klubu Etzella Ettelbruck i od tamtej pory nieprzerwanie reprezentuje jego barwy.

## Kariera reprezentacyjna
Engeldinger w reprezentacji Luksemburga zadebiutował 10 września 2003 roku w meczu eliminacji mistrzostw Europy przeciwko Bośni i Hercegowinie. Na boisku pojawił się w 55 minucie, a występ zakończył z żółtą kartką na koncie. Był to jego jedyny, jak dotychczas, występ w kadrze (stan na 17 czerwca 2013).
| Mecze i gole w reprezentacji | Mecze i gole w reprezentacji | Mecze i gole w reprezentacji | Mecze i gole w reprezentacji | Mecze i gole w reprezentacji | Mecze i gole w reprezentacji | Mecze i gole w reprezentacji |
| #                            | Data                         | Stadion                      | Rywal                        | Wynik                        | Gol                          | Rozgrywki                    |
| 2003                         | 2003                         | 2003                         | 2003                         | 2003                         | 2003                         | 2003                         |
| ---------------------------- | ---------------------------- | ---------------------------- | ---------------------------- | ---------------------------- | ---------------------------- | ---------------------------- |
| 1.                           | 10.09.2003                   | Luksemburg, Luksemburg       | Bośnia i Hercegowina         | 0:1                          | 0                            | El. ME 2004                  |